# Саевский сельский совет (Пятихатский район)
Саевский сельский совет (укр. Саївська сільська рада) — входит в состав
Пятихатского района
Днепропетровской области
Украины.
Административный центр сельского совета находится в 
с. Саевка.

## Населённые пункты совета
- с. Саевка
- с. Долинское
- с. Терноватое